# Temple d'Isis (El Hilla)
Pour les articles homonymes, voir Liste des temples d'Isis.
Le temple d'Isis de El Hilla (parfois appelé Contra Latopolis) est un temple égyptien.
Sous le règne de Cléopâtre VII, un temple dédié à Isis est construit en face de Latopolis, ou Esna comme on l'appelle maintenant, de l'autre côté du Nil. Se situant en face de la ville, les Romains l'ont nommé Contra Latopolis (de l'autre coté de Latopolis). Très peu de choses ont survécu à l'heure actuelle de cette construction, sauf un portique massif soutenu par deux rangées de quatre colonnes chacune.
Le temple construit avec les structures mentionnées comprend, placé sur l'avant-toit en surplomb, un globe avec des ailes déployées de chaque côté. Les murs de l'édifice ont été découverts couverts d'écritures hiéroglyphiques. Parmi les noms inscrits, le plus ancien est celui de Cléopâtre III, et son fils Ptolémée IX, l'écrit 
le plus récent montre le nom de l'empereur Commode, les décorations ont été faites entre le règne de Cléopâtre III et Ptolémée IX.
Selon Maspero, les colonnes du bâtiment sont de la période ptolémaïque, elles sont considérées comme des exemples particuliers où la déesse Hathor est placé comme chapiteau sur les colonnes de temples.